# عقاب السهوب

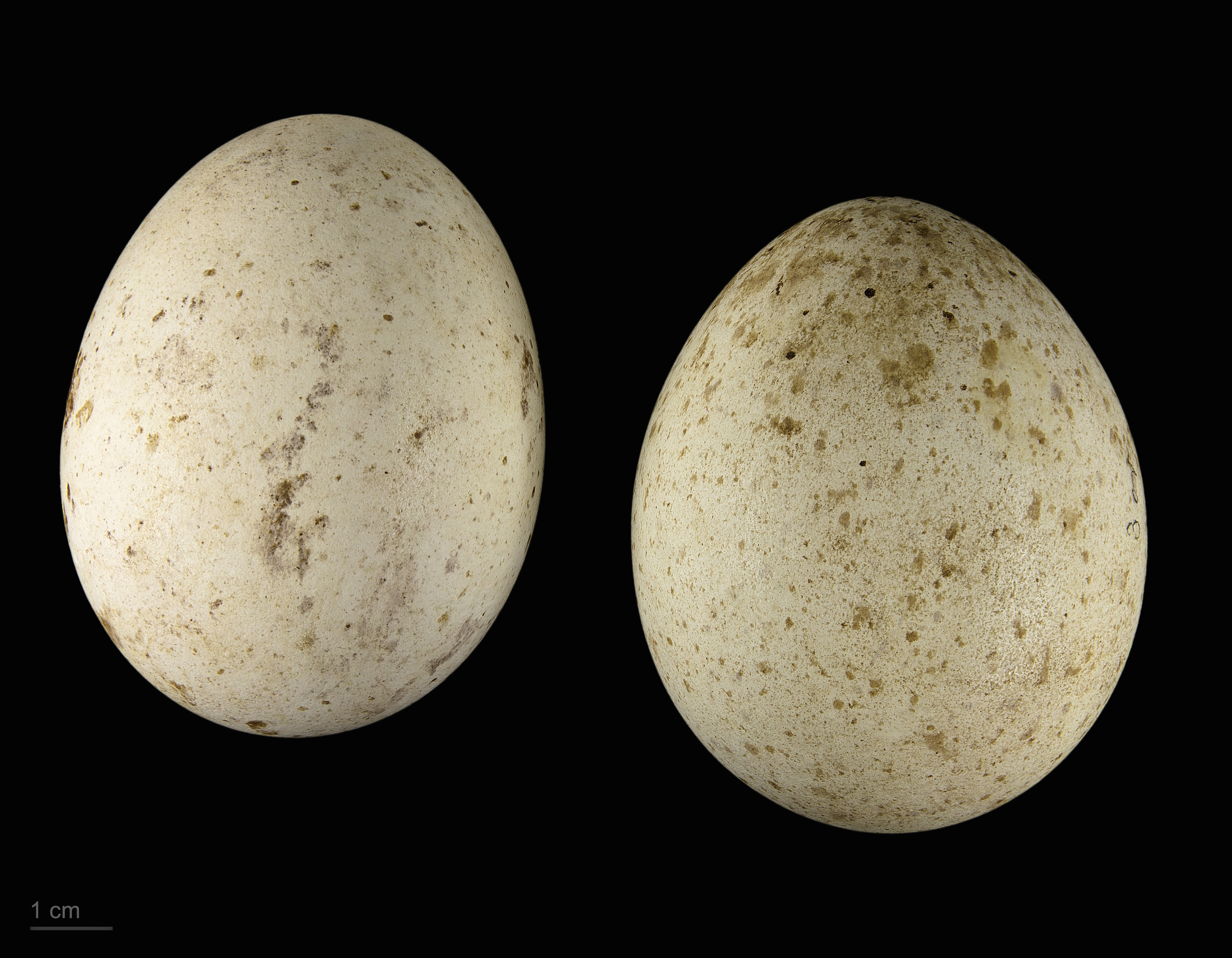
Aquila nipalensis

عقاب السهوب أو عقاب السهول أو عقاب البادية (بالإنجليزية: Steppe Eagle) (الاسم العلمي: Aquila nipalensis) طائر جارح من فصيلة البازية، كان يصنف قديما على أنه نوع واحد هو والعقاب الأسمر المصفرّ (Aquila rapax)، ولكنهما فُصلا في نوعين مختلفين لوجود اختلافات تشريحية بينهما، وقد وَجدت بعض الدراسات الجزيئية على جينات هذين العقابين أنهما نوعان متمايزان غير متساويين، ولكنّ الخلاف هو على مدى قربهما من بعضهما البعض.

## التوزيع والموطن
النسر السهوب (Aquila nipalensis) هو نوع فريد من النسور يتمتع بتخصص بيئي واضح. فهو مفترس متخصص للسناجب الأرضية خلال موسم التكاثر، لكنه قد يتغذى على ثدييات صغيرة أخرى وأنواع مختلفة من الفرائس، خاصة عندما تصبح السناجب الأرضية نادرة. في البيئات السهلية المفتقرة إلى الأشجار، يفضل هذا النسر بناء أعشاشه على مرتفعات طفيفة، غالبًا على نتوء صخري أو بالقرب منه، لكنه قد يعشش أيضًا على الأرض المنبسطة، في عش منخفض نسبيًا، مما يجعله النسر الوحيد الذي يعشش في المقام الأول على الأرض.
تضع أنثى النسر السهوب عادة بيضة إلى ثلاث بيضات، وينجح في الطيران من العش فرخ واحد أو اثنان في أفضل الحالات. يتميز هذا النوع بهجرة جماعية واسعة النطاق، حيث تغادر معظم أفراده مناطق التكاثر متجهة عبر مسارات الهجرة الكبرى، خصوصًا في الشرق الأوسط، والبحر الأحمر، وجبال الهيمالايا.
خلال فصل الشتاء، تُظهر النسور السهوبية نمط تغذية بطيئًا وغير نشط إلى حد كبير مقارنة بفترة التكاثر، حيث تعتمد على أسراب الحشرات، ومدافن النفايات، والجيف، وكذلك صغار الحيوانات نصف المستقلة عن آبائها، ما يجعلها أقل شراسة وافتراسًا مقارنة بأقاربها من النسور الأخرى.
ورغم أنها لا تزال تُشاهد بالآلاف في مواقع الهجرة، إلا أن أعدادها قد تراجعت بشكل حاد. وتشمل التهديدات الرئيسية التي تواجهها تزايد حرائق السهوب وانتشار الآفات بالقرب من الأعشاش، وهي عوامل تفاقمت على الأرجح بسبب تغير المناخ، مما يؤدي إلى ارتفاع معدلات فشل التعشيش. بالإضافة إلى ذلك، تتسبب الأنشطة البشرية، مثل الاضطراب المباشر والاضطهاد، في تفاقم الانخفاض السكاني، كما تتعرض الأعشاش للتدمير نتيجة دهسها من قبل الماشية. والأخطر من ذلك، أن النسور السهوبية الطليقة تُقتل بأعداد كبيرة بسبب الصعق الكهربائي عند ملامسة الأسلاك الكهربائية وخطوط الطاقة، خاصة في كازاخستان، التي تُعتبر معقل تكاثرها الرئيسي.
بسبب هذه العوامل وغيرها، يُعتقد أن تراجع أعداد هذا النوع يفوق 50%، مما دفع الاتحاد الدولي لحفظ الطبيعة (IUCN) إلى تصنيفه ضمن الأنواع المهددة بالانقراض. ورغم تدهور أعداده، لا يزال النسر السهوب رمزًا وطنيًا، حيث يظهر على علم كازاخستان ويُعتبر الطائر الوطني لكل من كازاخستان ومصر.
يتناسل عقاب السهوب في المناطق الممتدة من رومانيا شرقاً عبر جنوب روسيا وآسيا الوسطى إلى منغوليا. العقبان التي تعيش في أوروبا وآسيا الوسطى تهاجر في الشتاء إلى أفريقيا، والعقبان الشرقية تهاجر إلى الهند. تضع هذه العقبان بيضة إلى ثلاث بيضات في عش تصنعه من الأغصان وتضعه على شجرة. وتفضل عقبان السهوب المواطن الجافة والمفتوحة، كالمناطق الصحراوية وشبه الصحراوية والسهوب والسافانا.

## الوصف
عقاب السهول عقاب ضخم، طوله يتراوح ما بين 62 و 81 سنتمترا، والمسافة بين جناحيه عند الطيران 1.65 إلى 2.15 متر، ووزن الإناث يتراوح ما بين 2.3 و 4.9 كيلوغرام وهي أكبر قليلا من الذكور التي يتراوح وزنها ما بين 2 و 3.5 كيلوغرام. أجزاؤه العلوية بنية، وريشات طيرانه وذيله سوداء اللون، وهو أكبر وأغمق لونا من العقاب الأسمر المصفرّ، كما أنه يملك حلقاً فاتح اللون لا يملك مثله العقاب الأسمر المصفر.
تختلف العقبان اليافعة قليلا عن الناضجة، ولكنْ كلاهما فيه تنوع من الألوان، وتكون عقبان السهوب الشرقية أضخم وأغمق لونا من العقبان الأوروبية والآسيوية الوسطى.
يشبه صوت عقاب السهوب نعيق الغراب، ولكنه أكثر هدوءا من الغراب.
يكثر وجود عقبان السهوب في مواسم الهجرة في بعض المناطق مثل نيبال، إذ يمرّ عبرها حوالي 15.3 عقاب كل ساعة فيما بين تشرين الأول (شهر 10) وتشرين الثاني (شهر 11).

## الغذاء
الغذاء الأساسي لعقاب السهوب هو الجيف (الحيوانات الميتة) الكبيرة الجديدة، ولكنه قد يصطاد القوارض والثدييات الصغيرة التي قد يصل حجمها إلى حجم القواع أو الأرنب البري، ويصطاد الطيور أيضا، وقد يصل حجم الطيور التي يصطادها إلى حجم طائر الحجل، كما قد يقوم بسرقة الغذاء من مفترسات أخرى. يملك عقاب السهوب حوصلة في حلقه تمكنه من تخزين الغذاء عدة ساعات قبل أن يتجه إلى المعدة.

## المرجع
- عقاب السهوب